# Lijst van gemeentelijke monumenten in Heeze-Leende
De gemeente Heeze-Leende heeft 42 gemeentelijke monumenten, hieronder een overzicht. 

## Heeze
De plaats Heeze kent 20 gemeentelijke monumenten:
| Object                           | Bouwjaar          | Architect  | Locatie                           | Coördinaten                   | Nr.        | Afbeelding                       |
| -------------------------------- | ----------------- | ---------- | --------------------------------- | ----------------------------- | ---------- | -------------------------------- |
| Woonhuis                         | 1886              |            | Deckersstr. Jan 9-11              | 51° 22' 45" NB, 5° 34' 41" OL | 1658/WN001 | Woonhuis                         |
| Woonhuis                         |                   |            | Emmerikstraat 31-33               | 51° 22' 36" NB, 5° 34' 29" OL | 1658/WN002 | Woonhuis                         |
| Woonhuis                         |                   |            | Geldropseweg 134                  | 51° 23' 7" NB, 5° 34' 43" OL  | 1658/WN003 | Woonhuis                         |
| Voormalige marechaussee-kazerne. | ca. 1920-1930     |            | Geldropseweg 47-49                | 51° 23' 17" NB, 5° 34' 23" OL | 1658/WN004 | Voormalige marechaussee-kazerne. |
| Boerderij                        | Ca. 1850          |            | Ginderover 16                     | 51° 22' 25" NB, 5° 34' 55" OL | 1658/WN005 | Boerderij                        |
| Woonhuis                         |                   |            | Ginderover 45                     | 51° 22' 24" NB, 5° 35' 1" OL  | 1658/WN006 | Woonhuis                         |
| Boerderij                        |                   |            | Huisvenseweg 14                   | 51° 23' 19" NB, 5° 31' 55" OL | 1658/WN007 | Upload foto                      |
| Klooster                         | Vroeg 20e eeuw    |            | Jan Deckersstraat 26              | 51° 22' 39" NB, 5° 34' 39" OL | 1658/WN008 | Klooster                         |
| Postkantoor                      | 1906              |            | Jan Deckersstraat 29-31           | 51° 22' 42" NB, 5° 34' 43" OL | 1658/WN009 | Postkantoor                      |
| School                           |                   |            | Jan Deckersstr. 4                 | 51° 22' 45" NB, 5° 34' 37" OL | 1658/WN010 | School                           |
| Villa                            | 1898              |            | Jan Deckersstr. 45                | 51° 22' 39" NB, 5° 34' 43" OL | 1658/WN011 | Villa                            |
| Woonhuis                         | ca. 1900          |            | Kapelstraat 110                   | 51° 22' 50" NB, 5° 34' 44" OL | 1658/WN012 | Woonhuis                         |
| Boerderij                        | 4e kwart 19e eeuw |            | Kapelstraat 17                    | 51° 23' 1" NB, 5° 34' 50" OL  | 1658/WN013 | Boerderij                        |
| Cafe                             | 1e kwart 20e eeuw |            | Kapelstraat 23                    | 51° 22' 59" NB, 5° 34' 50" OL | 1658/WN014 | Cafe                             |
| Woonhuis                         |                   |            | Kapelstraat 81                    | 51° 22' 48" NB, 5° 34' 42" OL | 1658/WN015 | Woonhuis                         |
| Kapel                            | Circa 1945        |            | Kreijl (St. Nicasiuskapel) bij 20 | 51° 23' 28" NB, 5° 33' 53" OL | 1658/WN016 | Kapel                            |
| Woonhuis                         |                   |            | Kruis 12                          | 51° 22' 39" NB, 5° 34' 2" OL  | 1658/WN017 | Upload foto                      |
| Woonhuis                         |                   |            | Schoolstraat 10                   | 51° 22' 48" NB, 5° 34' 37" OL | 1658/WN018 | Woonhuis                         |
| School                           | 1927              | L de Vries | Schoolstraat 2                    | 51° 22' 48" NB, 5° 34' 38" OL | 1658/WN019 | School                           |
| Woonhuis                         |                   |            | Vondellaan 2                      | 51° 23' 18" NB, 5° 34' 23" OL | 1658/WN020 | Woonhuis                         |

## Leende
De plaats Leende kent 3 gemeentelijke monumenten:
| Object           | Bouwjaar | Architect | Locatie            | Coördinaten                   | Nr.        | Afbeelding  |
| ---------------- | -------- | --------- | ------------------ | ----------------------------- | ---------- | ----------- |
| Heilig Hartbeeld |          |           | Boschhoven bij 34  |                               | 1658/WN021 | Upload foto |
|                  |          |           | Dorpsstraat 41-41a | 51° 18' 12" NB, 5° 34' 23" OL | 1658/WN022 | Upload foto |
|                  |          |           | Julianastraat 3-3a | 51° 20' 55" NB, 5° 33' 13" OL | 1658/WN023 | Upload foto |

## Leenderstrijp
De plaats Leenderstrijp kent 5 gemeentelijke monumenten:
| Object    | Bouwjaar | Architect | Locatie                                    | Coördinaten                   | Nr.        | Afbeelding  |
| --------- | -------- | --------- | ------------------------------------------ | ----------------------------- | ---------- | ----------- |
| Grenspaal |          |           | Kattenput (grenspaal) ongenummerd          |                               | 1658/WN024 | Upload foto |
| Grenspaal |          |           | Paaldijk (grenspaal) ongenummerd           |                               | 1658/WN025 | Upload foto |
| Grenspaal |          |           | Renheide/Raadbroek (grenspaal) ongenummerd |                               | 1658/WN026 | Upload foto |
| Boerderij |          |           | Strijperstraat 21                          | 51° 20' 14" NB, 5° 32' 44" OL | 1658/WN027 | Upload foto |
| Boerderij |          |           | Strijperstraat 25                          | 51° 20' 10" NB, 5° 32' 44" OL | 1658/WN028 | Upload foto |

## Sterksel
De plaats Sterksel kent 14 gemeentelijke monumenten:
| Object         | Bouwjaar | Architect | Locatie                  | Coördinaten                   | Nr.        | Afbeelding     |
| -------------- | -------- | --------- | ------------------------ | ----------------------------- | ---------- | -------------- |
| Begraafplaats  |          |           | Albertlaan 19            | 51° 21' 31" NB, 5° 37' 26" OL | 1658/WN029 | Begraafplaats  |
| Boerderij      |          |           | Averbodeweg 6-6a         | 51° 21' 3" NB, 5° 36' 56" OL  | 1658/WN030 | Boerderij      |
| Kerk           | 1927     |           | Beukenlaan 1             | 51° 21' 4" NB, 5° 36' 39" OL  | 1658/WN031 | Kerk           |
| Graftombe      |          |           | Beukenlaan 1             | 51° 21' 4" NB, 5° 36' 39" OL  | 1658/WN032 | Graftombe      |
| Pastorie       | Ca. 1925 |           | Beukenlaan 2             | 51° 21' 3" NB, 5° 36' 40" OL  | 1658/WN033 | Pastorie       |
| Woonhuis       | 1895     |           | Beukenlaan 30            | 51° 21' 3" NB, 5° 35' 48" OL  | 1658/WN034 | Woonhuis       |
| Villa          |          |           | Dreef 2                  | 51° 21' 7" NB, 5° 36' 48" OL  | 1658/WN035 | Villa          |
| Kruisbeeld     |          |           | Jagerspad/Heezerweg ong  | 51° 21' 7" NB, 5° 36' 29" OL  | 1658/WN036 | Kruisbeeld     |
| Woonhuis       |          |           | Oostrikkerweg 1          | 51° 21' 4" NB, 5° 35' 40" OL  | 1658/WN037 | Woonhuis       |
| Veldkapel      | 1953     |           | Pandijk (ongen)          | 51° 20' 34" NB, 5° 37' 54" OL | 1658/WN038 | Veldkapel      |
| Villa          | 1902     |           | Pastoor Thijssenlaan 4   | 51° 21' 4" NB, 5° 36' 45" OL  | 1658/WN039 | Villa          |
| Beeld “d'n Os” |          |           | Pastoor Thijssenlaan ong | 51° 21' 4" NB, 5° 36' 42" OL  | 1658/WN040 | Beeld “d'n Os” |
| Woonhuis       |          |           | Stoeiing 5               | 51° 20' 48" NB, 5° 37' 11" OL | 1658/WN041 | Woonhuis       |
| Kapel          |          |           | Ten Brakeweg (ongen.)    | 51° 21' 12" NB, 5° 37' 9" OL  | 1658/WN042 | Kapel          |

's-Hertogenbosch ·
Alphen-Chaam ·
Altena ·
Asten ·
Baarle-Nassau ·
Bergeijk ·
Bergen op Zoom ·
Bernheze ·
Best ·
Bladel ·
Boekel ·
Boxtel ·
Cranendonck ·
Deurne ·
Dongen ·
Drimmelen ·
Eersel ·
Eindhoven ·
Etten-Leur ·
Lijst van gemeentelijke monumenten in Geertruidenberg ·
Geldrop-Mierlo ·
Gemert-Bakel ·
Gilze en Rijen ·
Goirle ·
Halderberge ·
Heeze-Leende ·
Helmond ·
Heusden ·
Hilvarenbeek ·
Laarbeek ·
Land van Cuijk ·
Maashorst ·
Meierijstad ·
Moerdijk ·
Nuenen, Gerwen en Nederwetten ·
Oirschot ·
Oisterwijk ·
Oosterhout ·
Oss ·
Reusel-De Mierden ·
Roosendaal ·
Someren ·
Son en Breugel ·
Lijst van gemeentelijke monumenten in Steenbergen ·
Tilburg ·
Valkenswaard ·
Vught ·
Waalre ·
Waalwijk ·
Woensdrecht ·
Zundert